# Mastophora (zoologia)
Mastophora Holmberg, 1876 è un genere di ragni appartenente alla famiglia Araneidae.

## Etimologia
Il nome deriva dal greco μαστὸς, mastòs, cioè mammella, seno e φέρειν, phèrein, cioè portare, avere con sé, a causa della particolare forma dell'opistosoma, rigonfio verso l'alto e leggermente a punta.

## Distribuzione
Le 50 specie oggi note di questo genere sono state reperite nelle Americhe: le specie dall'areale più vasto sono la M. cornigera, rinvenuta in varie località dagli USA al Nicaragua e la M. leucabulba, dagli USA all'Honduras.

## Tassonomia
Considerato un sinonimo anteriore di Agathostichus Simon, 1897 a seguito di un lavoro di Levi del 2003.
Dal 2013 non sono stati esaminati esemplari di questo genere.
A marzo 2014, si compone di 50 specie:
1. Mastophora abalosi Urtubey & Báez, 1983 — Argentina
2. Mastophora alachua Levi, 2003 — USA
3. Mastophora alvareztoroi Ibarra & Jiménez, 2003 — USA, Messico
4. Mastophora apalachicola Levi, 2003 — USA
5. Mastophora archeri Gertsch, 1955 — USA
6. Mastophora bisaccata (Emerton, 1884) — USA, Messico
7. Mastophora brescoviti Levi, 2003 — Brasile
8. Mastophora caesariata Eberhard & Levi, 2006 — Costa Rica
9. Mastophora carpogaster Mello-Leitão, 1925 — Brasile
10. Mastophora catarina Levi, 2003 — Brasile
11. Mastophora comma Báez & Urtubey, 1985 — Argentina
12. Mastophora conica Levi, 2006 — Argentina
13. Mastophora conifera (Holmberg, 1876) — Argentina
14. Mastophora cornigera (Hentz, 1850) — dagli USA al Nicaragua
15. Mastophora corpulenta (Banks, 1898) — Messico, Honduras, Nicaragua, Brasile
16. Mastophora corumbatai Levi, 2003 — Brasile
17. Mastophora cranion Mello-Leitão, 1928 — Brasile
18. Mastophora diablo Levi, 2003 — Argentina
19. Mastophora dizzydeani Eberhard, 1981 — Colombia, Perù
20. Mastophora escomeli Levi, 2003 — Perù
21. Mastophora extraordinaria Holmberg, 1876[2] — Brasile, Uruguay, Argentina
22. Mastophora fasciata Reimoser, 1939 — Costa Rica, Venezuela
23. Mastophora felda Levi, 2003 — USA
24. Mastophora felis Piza, 1976 — Brasile
25. Mastophora gasteracanthoides (Nicolet, 1849) — Cile
26. Mastophora haywardi Birabén, 1946 — Argentina
27. Mastophora holmbergi Canals, 1931 — Paraguay, Argentina
28. Mastophora hutchinsoni Gertsch, 1955 — USA
29. Mastophora lara Levi, 2003 — Venezuela
30. Mastophora leucabulba (Gertsch, 1955) — dagli USA all'Honduras
31. Mastophora leucacantha (Simon, 1897) — Brasile
32. Mastophora longiceps Mello-Leitão, 1940 — Brasile
33. Mastophora melloleitaoi Canals, 1931 — Brasile, Argentina
34. Mastophora obtusa Mello-Leitão, 1936 — Brasile
35. Mastophora pesqueiro Levi, 2003 — Brasile
36. Mastophora phrynosoma Gertsch, 1955 — USA
37. Mastophora pickeli Mello-Leitão, 1931 — Brasile
38. Mastophora piras Levi, 2003 — Brasile
39. Mastophora rabida Levi, 2003 — Isole Galapagos
40. Mastophora reimoseri Levi, 2003 — Paraguay
41. Mastophora satan Canals, 1931 — Brasile, Uruguay, Argentina
42. Mastophora satsuma Levi, 2003 — USA
43. Mastophora seminole Levi, 2003 — USA
44. Mastophora soberiana Levi, 2003 — Panama
45. Mastophora stowei Levi, 2003 — USA
46. Mastophora timuqua Levi, 2003 — USA
47. Mastophora vaquera Gertsch, 1955 — Cuba
48. Mastophora yacare Levi, 2003 — Uruguay
49. Mastophora yeargani Levi, 2003 — USA
50. Mastophora ypiranga Levi, 2003 — Brasile

### Specie trasferite
- Mastophora fasciolata (O. P.-Cambridge, 1889); trasferita al genere Kaira O. P.-Cambridge, 1889[1].

### Nomen dubium
- Mastophora cinerea Mello-Leitão, 1943c; esemplare juvenile, rinvenuto in Argentina; a seguito di un lavoro di Levi del 2003, è da ritenersi nomen dubium[1].